# Macrosiphum gei
Macrosiphum gei är en insektsart som först beskrevs av Koch 1855.  Macrosiphum gei ingår i släktet Macrosiphum och familjen långrörsbladlöss. Arten är reproducerande i Sverige. Inga underarter finns listade i Catalogue of Life.